# Manduca clarki
Manduca clarki, là một loài bướm đêm thuộc họ Sphingidae. M. clarki gặp ở Brasil.